# Belgijski Hebanowy But
Belgijski Hebanowy But (nl.: Ebbenhouten schoen, fr.: Soulier d'ébène) to coroczna nagroda przyznawana dla najlepszego afrykańskiego (lub posiadającego afrykańskie korzenie) piłkarza występującego w belgijskiej Eerste klasse. Zawodnika tego wybiera się w głosowaniu, w którym uczestniczą trenerzy klubów belgijskiej ekstraklasy, selekcjoner reprezentacji Belgii, dziennikarze sportowi oraz honorowy juror.

## Laureaci
| Rok  | Imię i nazwisko      | Klub               | Kraj                                     |
| ---- | -------------------- | ------------------ | ---------------------------------------- |
| 1992 | Daniel Amokachi      | Club Brugge        | Nigeria                                  |
| 1993 | Victor Ikpeba        | RFC de Liège       | Nigeria                                  |
| 1994 | Daniel Amokachi      | Club Brugge        | Nigeria                                  |
| 1995 | Godwin Okpara        | Eendracht Aalst    | Nigeria                                  |
| 1996 | Celestine Babayaro   | RSC Anderlecht     | Nigeria                                  |
| 1997 | Émile Lokonda Mpenza | Excelsior Mouscron | Belgia ( Demokratyczna Republika Konga)  |
| 1998 | Eric Addo            | Club Brugge        | Ghana                                    |
| 1999 | Souleymane Oularé    | KRC Genk           | Gwinea                                   |
| 2000 | Hervé Nzelo-Lembi    | Club Brugge        | Demokratyczna Republika Konga            |
| 2001 | Mido                 | KAA Gent           | Egipt                                    |
| 2002 | Moumouni Dagano      | KRC Genk           | Burkina Faso                             |
| 2003 | Aruna Dindane        | RSC Anderlecht     | Wybrzeże Kości Słoniowej                 |
| 2004 | Vincent Kompany      | RSC Anderlecht     | Belgia ( Demokratyczna Republika Konga)  |
| 2005 | Vincent Kompany      | RSC Anderlecht     | Belgia ( Demokratyczna Republika Konga)  |
| 2006 | Mbark Boussoufa      | KAA Gent           | Holandia ( Maroko)                       |
| 2007 | Mohammed Tchité      | RSC Anderlecht     | Burundi                                  |
| 2008 | Marouane Fellaini    | Standard Liège     | Belgia ( Maroko)                         |
| 2009 | Mbark Boussoufa      | RSC Anderlecht     | Holandia ( Maroko)                       |
| 2010 | Mbark Boussoufa      | RSC Anderlecht     | Holandia ( Maroko)                       |
| 2011 | Romelu Lukaku        | RSC Anderlecht     | Belgia ( Demokratyczna Republika Konga)  |
| 2012 | Dieumerci Mbokani    | RSC Anderlecht     | Demokratyczna Republika Konga            |
| 2013 | Mbaye Leye           | SV Zulte Waregem   | Senegal                                  |
| 2014 | Michy Batshuayi      | Standard Liège     | Belgia ( Demokratyczna Republika Konga)  |
| 2015 | Neeskens Kebano      | Charleroi          | Francja ( Demokratyczna Republika Konga) |
| 2016 | Sofiane Hanni        | Mechelen           | Francja ( Algieria)                      |
| 2017 | Youri Tielemans      | Anderlecht         | Belgia ( Demokratyczna Republika Konga)  |
| 2018 | Anthony Limbombe     | Club Brugge        | Belgia ( Demokratyczna Republika Konga)  |
| 2019 | Mbwana Samatta       | KRC Genk           | Tanzania                                 |
| 2020 | Dieumerci Mbokani    | Royal Antwerp      | Demokratyczna Republika Konga            |
| 2021 | Paul Onuachu         | KRC Genk           | Nigeria                                  |
| 2022 | Tarik Tissoudali     | KAA Gent           | Holandia ( Maroko)                       |
| 2023 | Mike Trésor          | KRC Genk           | Belgia                                   |
| 2024 | Kévin Denkey         | Club Brugge        | Togo                                     |